# Wladimir Galaktionowitsch Korolenko

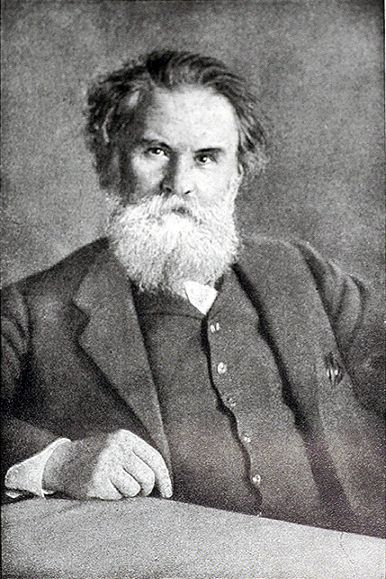
Wladimir Korolenko

Wladimir Galaktionowitsch Korolenko (russisch Влади́мир Галактио́нович Короле́нко, ukrainisch Володимир Галактіонович Короленко Wolodymyr Halaktionowytsch Korolenko; * 15. Julijul. / 27. Juli 1853greg. in Schytomyr; † 25. Dezember 1921 in Poltawa) war ein russischer Schriftsteller.

## Biografie
Korolenko wuchs in Schytomyr als eines der fünf Kinder des Landrichters Galaktion Korolenko auf. 1868 zog die Familie nach Riwne. Zwei Jahre später starb der Vater, was die Familie in bittere Armut stürzte. Dennoch schloss Korolenko die Schule mit Auszeichnung ab. Er ging nach Sankt Petersburg und nahm dort ein Studium an der Technischen Hochschule auf. 1874 ging er nach Moskau und schrieb sich an der Akademie für Land- und Forstwirtschaft ein. Neben dem Studium engagierte sich Korolenko vielfach in studentischen revolutionären Bewegungen. Dies führte 1876 zu seiner Zwangsexmatrikulation sowie zur Festnahme und Verbannung nach Kronstadt. Nach der Freilassung 1877 lebte Korolenko einige Jahre lang in Sankt Petersburg, wo er anfing, Erzählungen zu schreiben. 1879 wurde er erneut verhaftet und für sechs Jahre nach Sibirien verbannt. Dort arbeitete er in der Landwirtschaft sowie im Schuhmacherhandwerk und schrieb mehrere Erzählungen.
1885 ging Korolenko ins europäische Russland zurück und ließ sich mit behördlicher Erlaubnis in Nischni Nowgorod nieder. Dort schrieb er weitere Erzählungen für verschiedene Zeitschriften und wurde 1886 mit Leo Tolstoi sowie 1889 mit Maxim Gorki bekannt. Während der Hungersnot 1892 engagierte er sich für arme Bauern. Viele seiner Erzählungen jener Zeit beleuchten den schwierigen Alltag russischer Bauern.
1896 siedelte Korolenko erneut nach Petersburg über, wo er als Redakteur der Zeitschrift Russkoje Bogatstwo tätig wurde, die den Narodniki nahestand. 1900 ging er nach Poltawa und setzte sich dort unter anderem für die aufständischen Bauern sowie gegen die Hinrichtungen von Revolutionären nach dem gescheiterten Volksaufstand von 1905 ein. In dieser Zeit schrieb er eine Reihe von Erzählungen und Aufsätzen, von denen einige als regierungskritisch galten, weswegen die Staatsmacht mehrmals versuchte, Korolenko anzuklagen.
1902 und 1918 wurde er zum Ehrenmitglied der Russischen Akademie der Wissenschaften ernannt.
Nach der Oktoberrevolution 1917 und während des darauffolgenden Bürgerkrieges lebte er weiterhin in Poltawa, engagierte sich wohltätig und versuchte mehrmals, zwischen den Bürgerkriegsparteien zu vermitteln. 1921 starb er an einer Lungenentzündung. 
Sein wichtigstes Werk, die von 1905 bis 1921 entstandene autobiografische Geschichte meines Zeitgenossen, wurde vollständig erst nach seinem Tode herausgegeben. 1904 erschien in Deutschland das von W. Abel übersetzte erste Buch „Im Lande der Verschickten. Neue Erzählungen aus Sibirien“ (Jacobsthal Verlag Berlin).

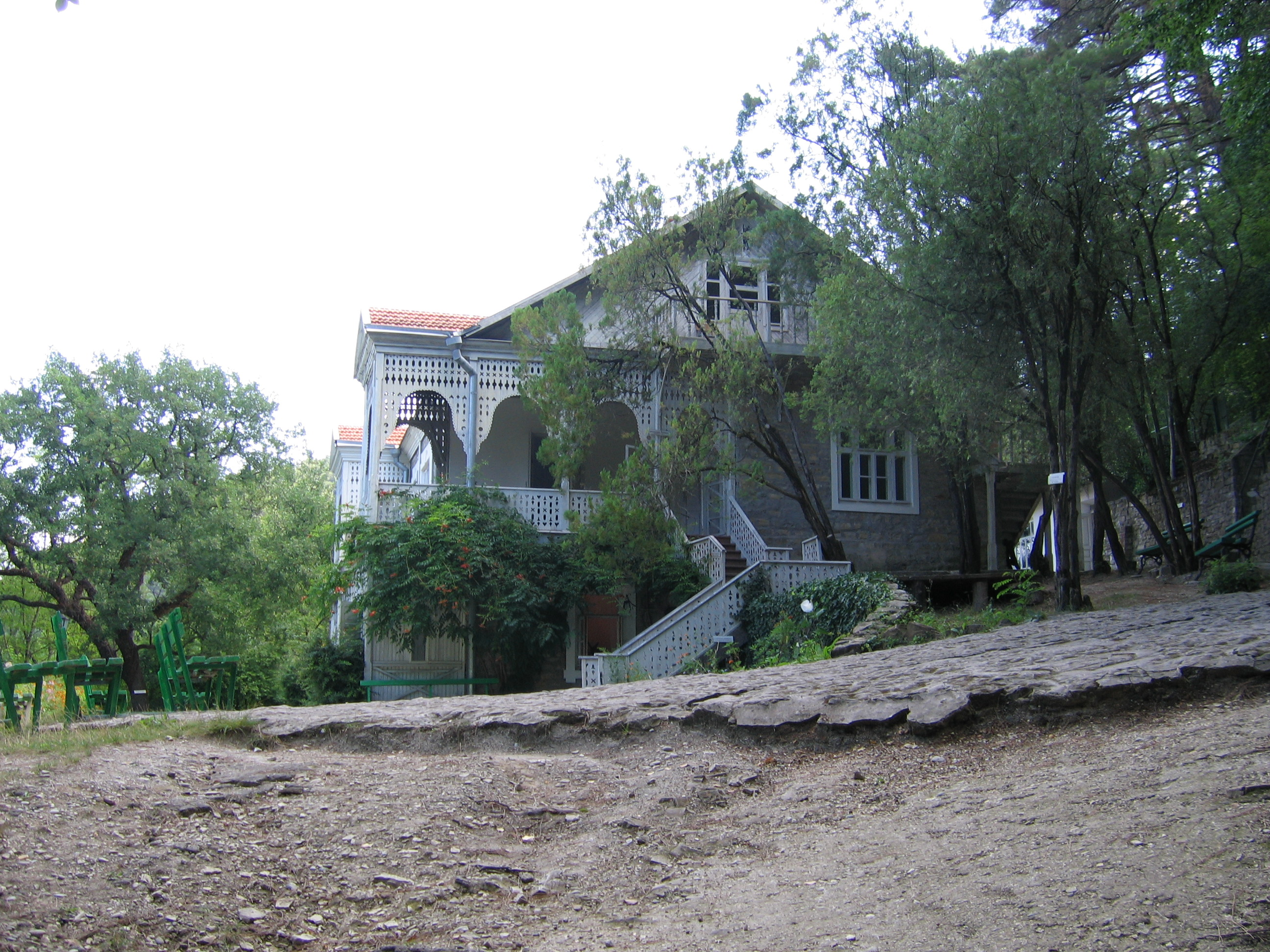
Korolenko-Haus in Gelendschik

## Gedenken
Bei Gelendschik am Schwarzen Meer existiert ein Korolenko-Museum in seinem ehemaligen Ferienhaus, das 1902 erbaut wurde und dem Schriftsteller mehrmals als Sommerresidenz diente. Ein weiteres Korolenko-Museum gibt es in Nischni Nowgorod, wo Korolenko mehrere Jahre lang lebte.
Am 13. Januar 1922 gab es in Berlin eine Abendveranstaltung zu Ehren von Korolenko unter dem Titel »Dom iskusstv«.
Der Grabstein in Poltawa wurde in einem US-Dokumentarfilm aus der Zeit des Zweiten Weltkriegs als „Grabstein des ukrainischen Schriftstellers Korolenko“ bezeichnet – sein Haus wurde als zerstört vorgestellt.
In Klotzsche (Dresden) ist die Korolenkostraße nach dem Schriftsteller benannt.
Die Charkiwer Staatliche Wissenschaftliche Bibliothek W. H. Korolenko ist nach ihm benannt.

## Werke (Auswahl)
- 1880: Die Wunderliche (russ. Чудная)
- 1882: Der Totschläger (russ. Убивец)
- 1885: Der Wald rauscht (russ. Лес шумит)
- 1885: Makars Traum (russ. Сон Макара)
- 1885: In der Osternacht (russ. В ночь под светлый праздник)
- 1885: Der Falke von Sachalin (russ. Соколинец)
- 1886: Der blinde Musiker (russ. Слепой музыкант)
- 1890: Das Pflegekind (russ. Приемыш)
- 1891: Der Fluß regt sich (russ. Река играет)
- 1901: Die Lichter (russ. Огоньки)
- 1904: auf Deutsch: Im Lande der Verschickten. Neue Erzählungen aus Sibirien (mit den Erzählungen: Lichter, Frost, Der letzte Sonnenstrahl, Im Weltwinkel, Sibirische „Kaiserliche“ Fuhrleute, Ein Paradoxon, Ein Augenblick)
- 1919: auf Deutsch: Die Geschichte meines Zeitgenossen, Band 1. Übers. Rosa Luxemburg. Cassirer, Berlin; wieder Rütten & Loening, Berlin 1953; wieder mit Vorw. der Übersetzerin: März Verlag, Frankfurt a. M. 1970[4] (russ. История моего современника)
- 1920: Die Briefe an den Volkskommissar Lunatscharski (russ. Письма к Луначарскому)
- 1922: Die Geschichte meines Zeitgenossen. 4 Bände (russ. История моего современника)

## Notizen
1. ↑  Короленко, Владимир Галактионович. Eintrag zu Korolenko im Verzeichnis der Ehrenmitglieder der Russischen Akademie der Wissenschaften seit 1724. In: ras.ru. Abgerufen am 25. Februar 2021 (russisch).
2. ↑  Operation Titanic (1944), National Archives and Records Administration - US-Film über die Operation Frantic, Minute 37
3. ↑  Korolenkostraße. In: Stadtwiki Dresden. 4. Januar 2025, abgerufen am 7. April 2025 (Permalink).
4. ↑  Heute gemeinfrei, wird in zahlreichen Ausgaben angeboten. Ausführlich zur Übersetzung UeLex, Übersetzerlexikon, von Andreas F. Kelletat. Auch in Projekt Gutenberg. Die Abschnitte Die gekauften Knaben und Das Pensionat aus diesem Buch hatte Luxemburg bereits 1914 vorab publiziert.

| Personendaten    | Personendaten                        |
| ---------------- | ------------------------------------ |
| NAME             | Korolenko, Wladimir Galaktionowitsch |
| KURZBESCHREIBUNG | russischer Schriftsteller            |
| GEBURTSDATUM     | 27. Juli 1853                        |
| GEBURTSORT       | Schytomyr                            |
| STERBEDATUM      | 25. Dezember 1921                    |
| STERBEORT        | Poltawa                              |